# Unter den Linden
Unter den Linden („Pod lipami“) je bulvár v berlínském obvodu Mitte. Svůj název dostal podle aleje lip, které lemovaly pěší část mezi dvěma jízdními pruhy.
Ulice se rozprostírá od východu na západ od místa bývalého královského zámku Berliner Stadtschloss v parku Lustgarten, od místa kde stál zdemolovaný Palác republiky, k náměstí Pariser Platz a Braniborské bráně. Na východě u Berlínské katedrály ulice překračuje řeku Sprévu a odtud pokračuje dále pod jménem Karl-Liebknecht-Straße. Na západě pokračuje za Braniborskou branou jako ulice Straße des 17. Juni. Hlavní severo-jižní ulice křižující ulici Unter den Linden jsou ulice Friedrichstraße a ulice Wilhelmstraße.

## Dějiny
Ulice Unter den Linden vznikla v srdci historické části Berlína z koňské stezky vytvořené Janem Jiřím Braniborským v 16. století na to, aby se mohl dostat k lovištím v Tiergarten. Byla nahrazena alejí lipových stromů vysazených v roce 1647 od městského paláce k bráně do města na nařízení Fridricha Viléma. Zatímco západní část ulice si zachovala svůj charakter, oblast kolem dnešního náměstí Bebelplatz byla v důsledku Třicetileté války integrována do opevnění Berlína, což je patrné dodnes, protože se zde nenacházejí žádné stromy.
Do 19. století, jak se město rozšiřovalo na západ, se ulice Unter den Linden stala nejznámější a největší berlínskou ulicí. V roce 1851 byla v centrálním pruhu vztyčená jezdecká socha krále Fridricha II., navržená Christianem Danielem Rauchem. Během budování severo-jižního tunelu pro Berlínskou rychlodráhu v letech 1934-35 byla většina lip sťata. Během posledních dnů druhé světové války byly zbývající stromy zničeny nebo použity na topení. Velení Třetí říše během bitvy o Berlín využívalo po ztrátě okolních letišť ulici jako provizorní přistávací dráhu. Dnešní lípy byly vysázeny v padesátých letech 20. století a jsou ovlivněny znečištěním ovzduší a kontaminací půdy.

## Budovy na ulici
Od roku 1937 začíná číslování ulice od mostu Schloßbrücke, který spojuje ulici Unter den Linden s parkem Lustgarten a ostrovem muzeí. Budova Kommandantenhaus má číslo 1. Naproti ní pod číslem 2 stojí budova historické zbrojnice Zeughaus. Je to nejstarší budova na ulici, která byla postavena mezi lety 1695 a 1706. V dnešní době (2014) zde je sídlo Německého historického muzea. Další budovy, které lemují ulici z východu na západ jsou palác Kronprinzenpalais, číslo 3 a válečný památník Neue Wach, číslo 4. Dále se u náměstí Bebelplatz nachází Berlínská státní opera, číslo 7 a Katedrála svaté Hedviky s palácem Altes Palais, číslo 9. Na severní straně se nachází hlavní budova Humboldtovy univerzity, číslo 6 a Berlínská státní knihovna, číslo 8. Na západním konci ulice se nachází ruská ambasáda, číslo 63-65 a maďarská ambasáda, číslo 76. Na rohu s ulicí Wilhelmstraße je Hotel Adlon, číslo 77. Na ulici jsou sochy Alexandra a Wilhelma von Humboldta před univerzitou a pruských generálů Scharnhorsta a Bülowa.

## Galerie

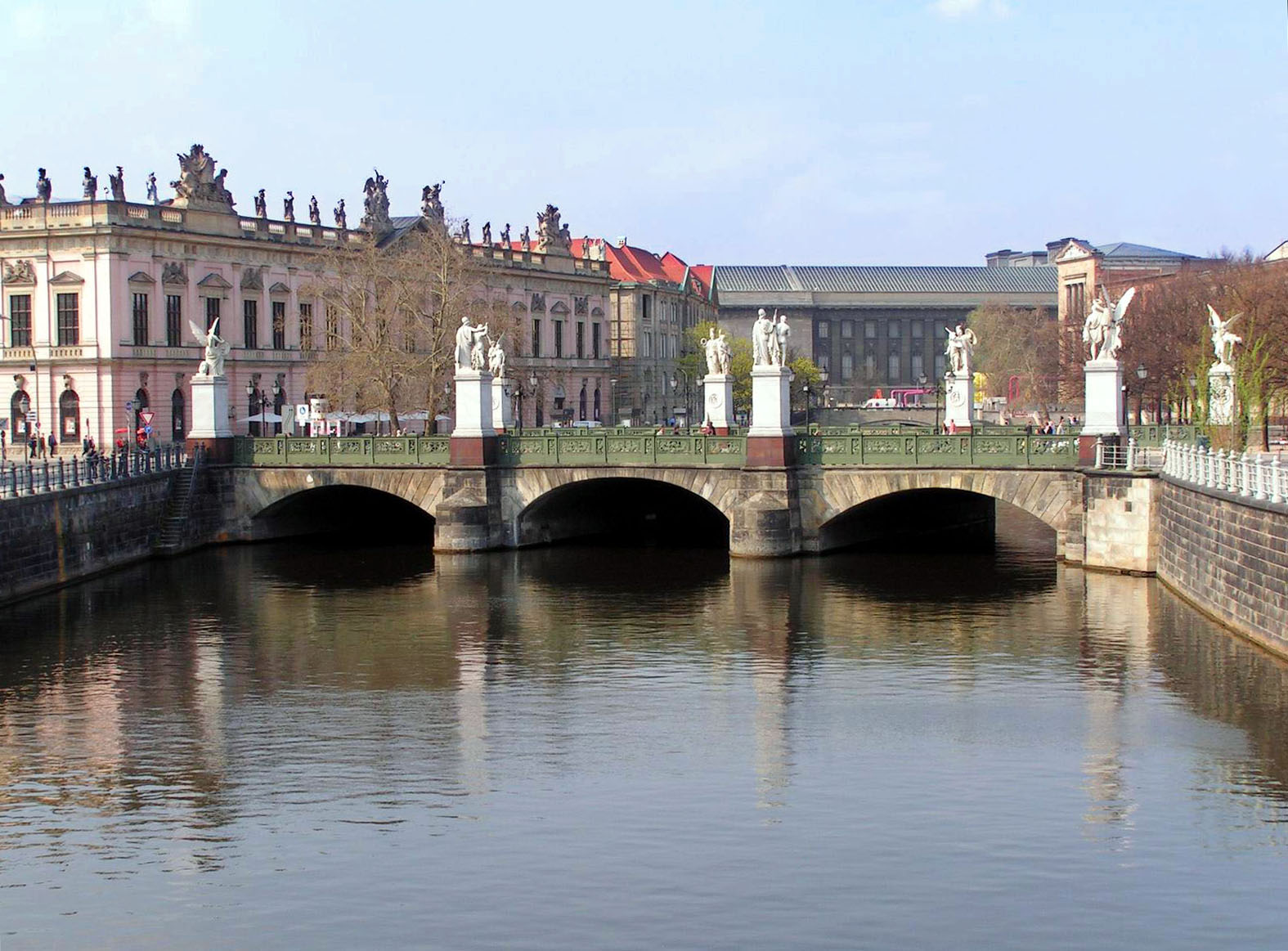
Východní konec ulice, most Schloßbrücke
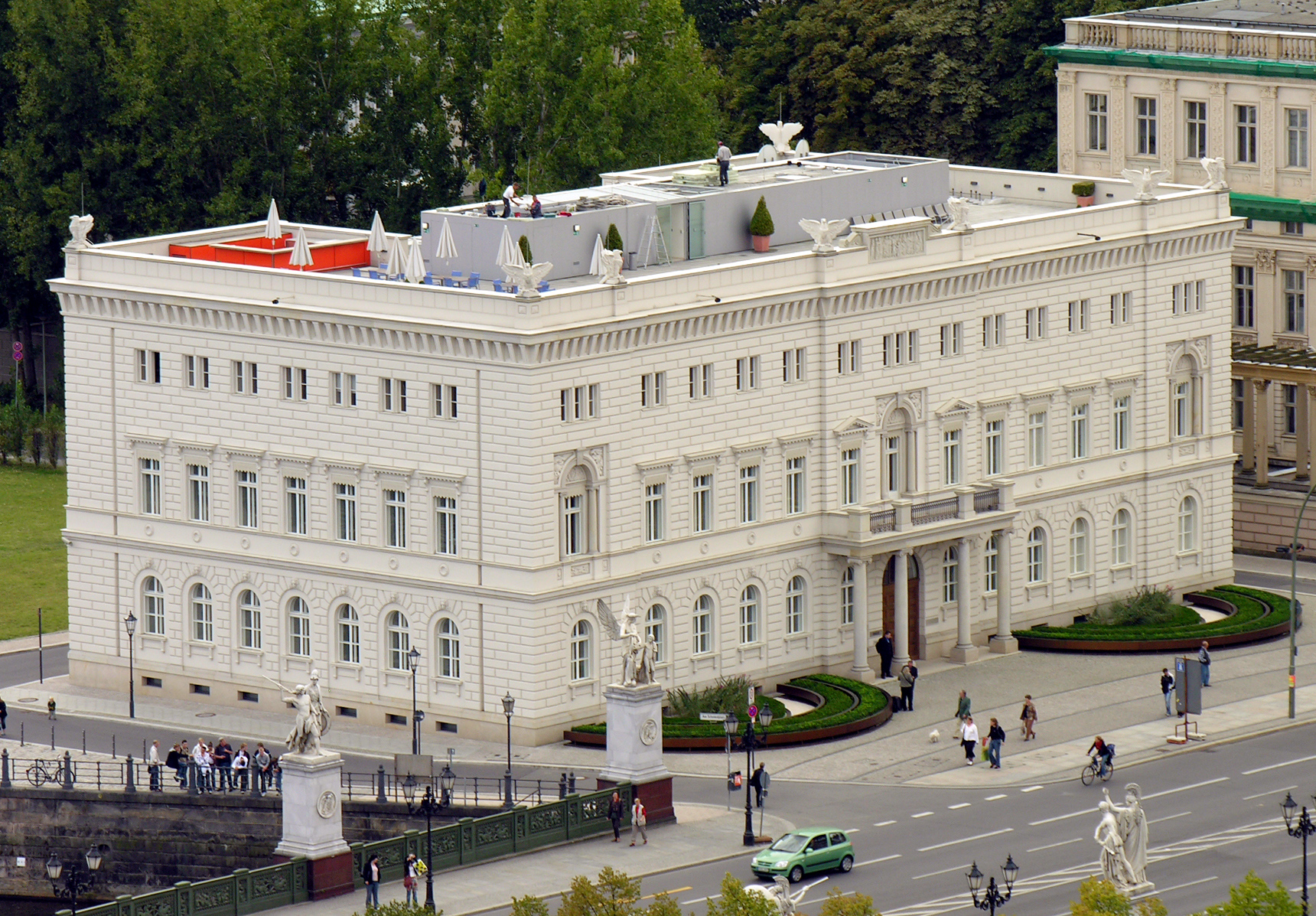
Kommandantenhaus
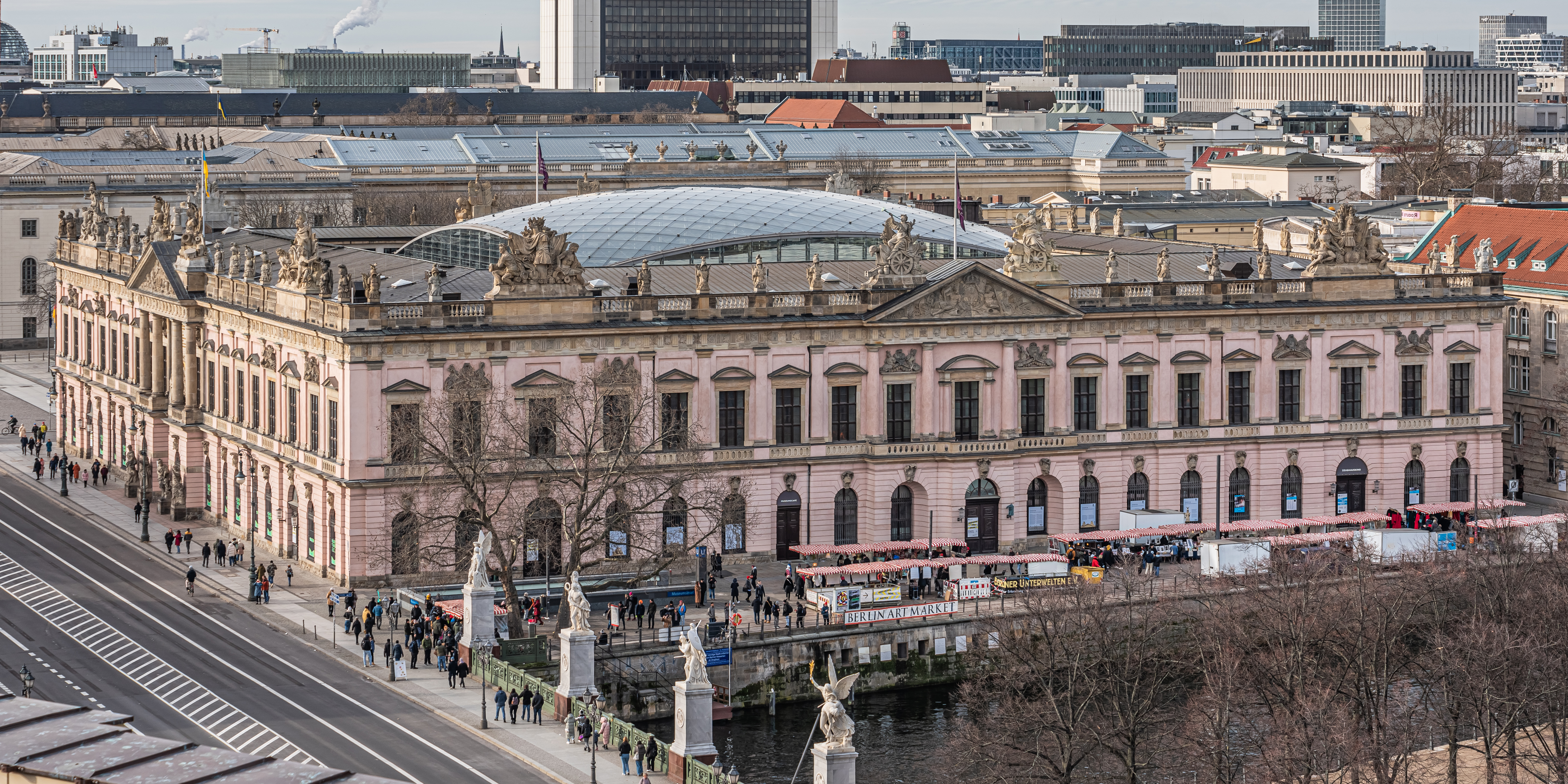
Německé historické muzeum
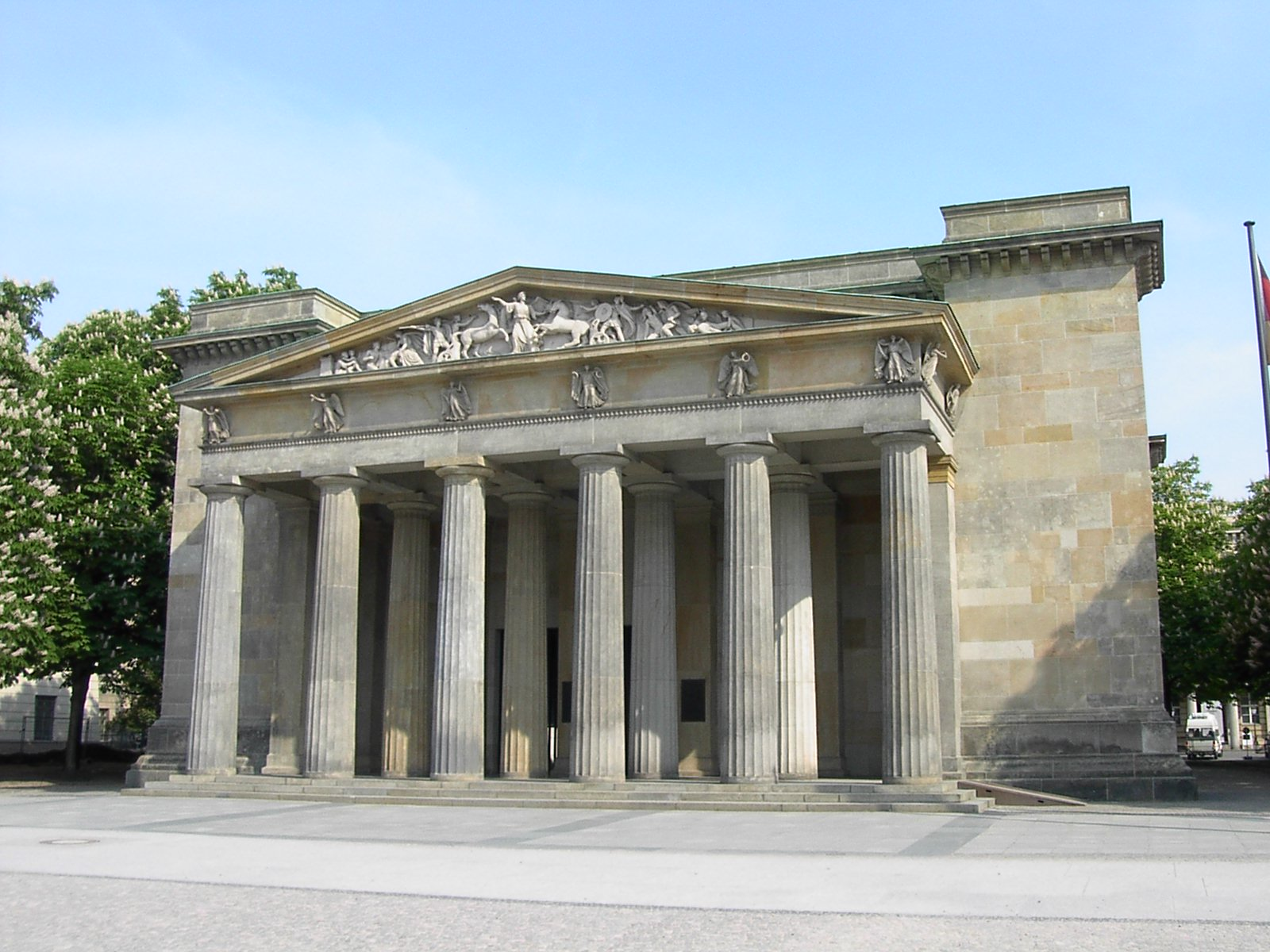
Památník Neue Wache
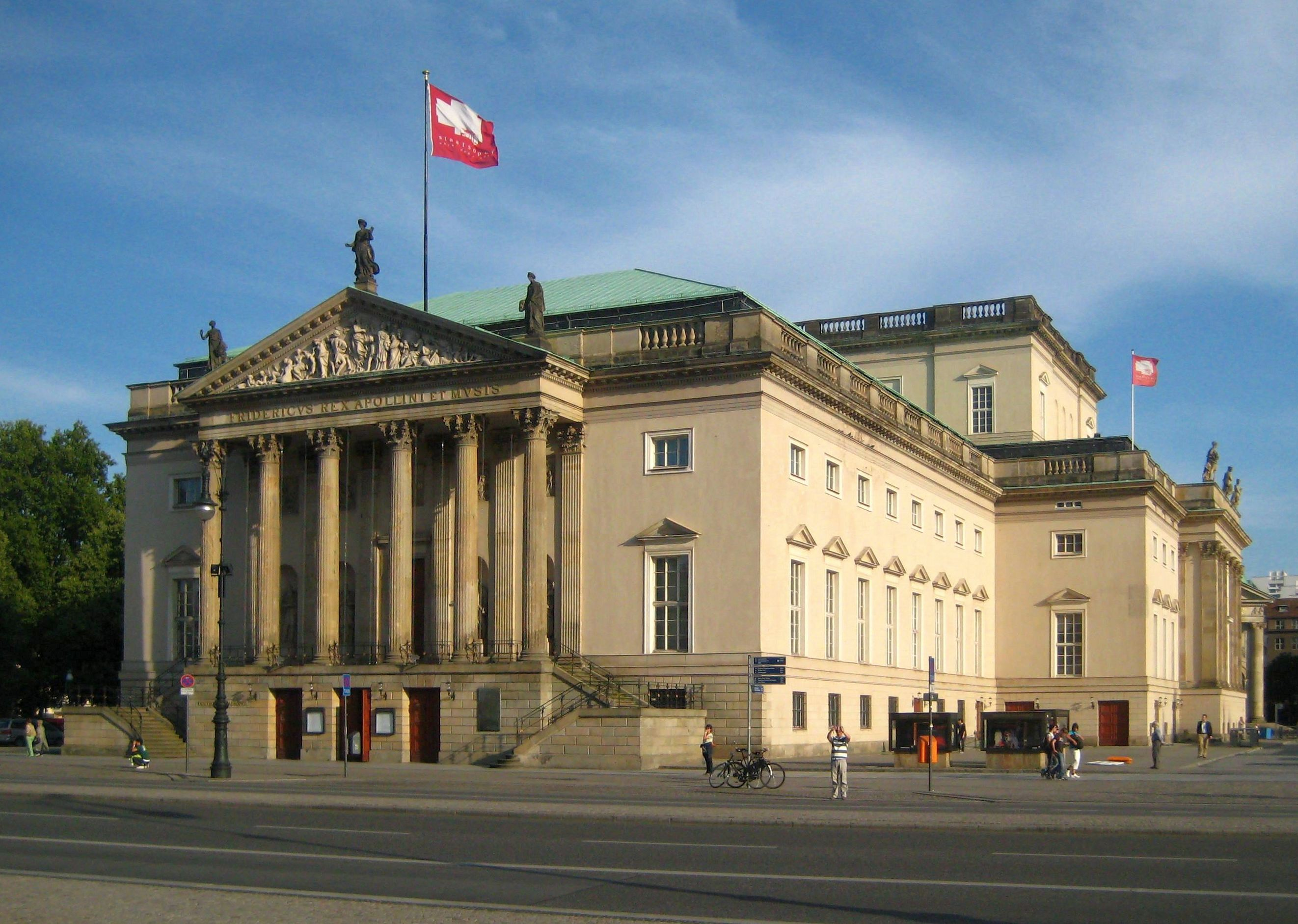
Berlínská státní opera
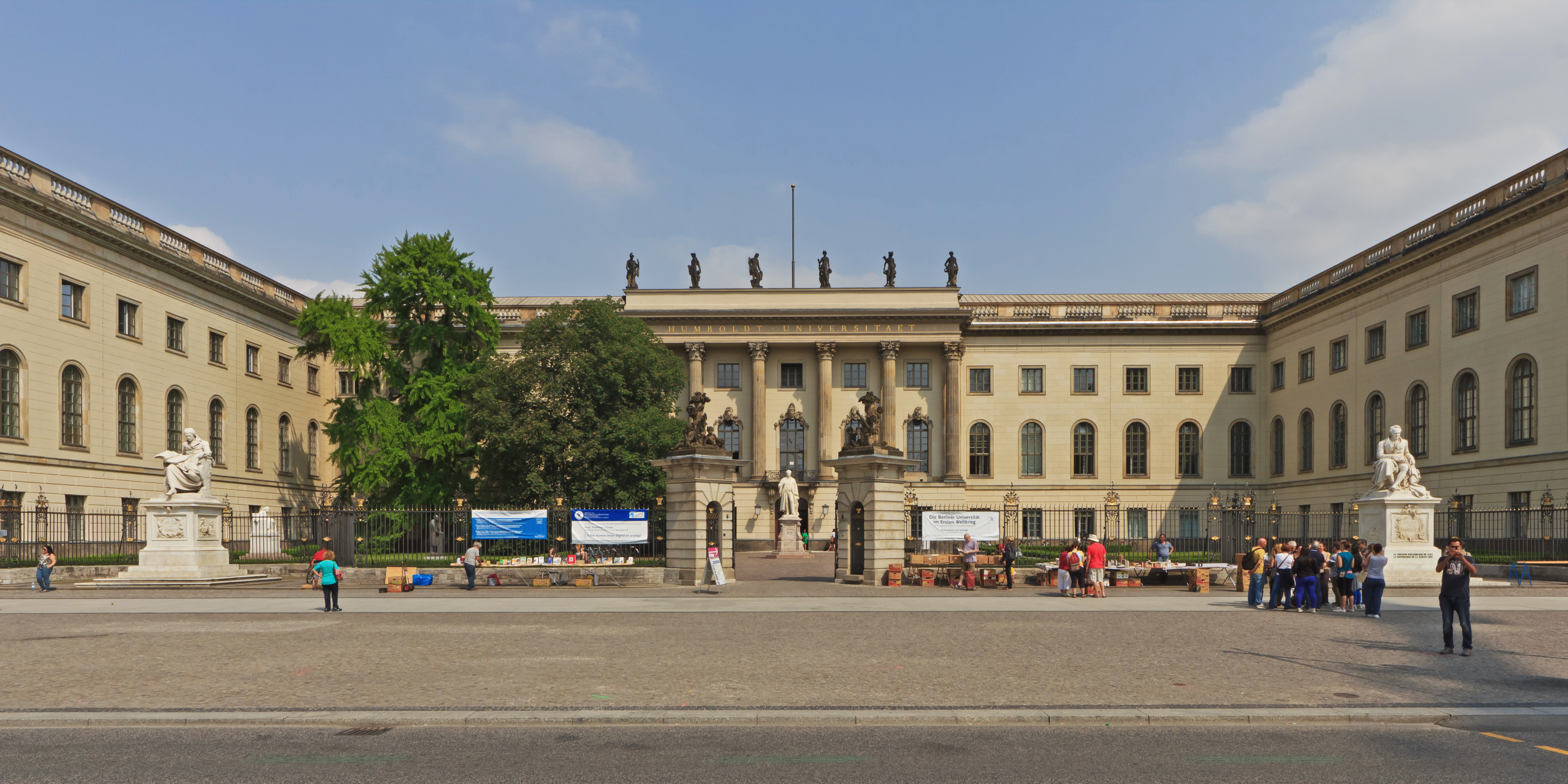
Humboldtova univerzita
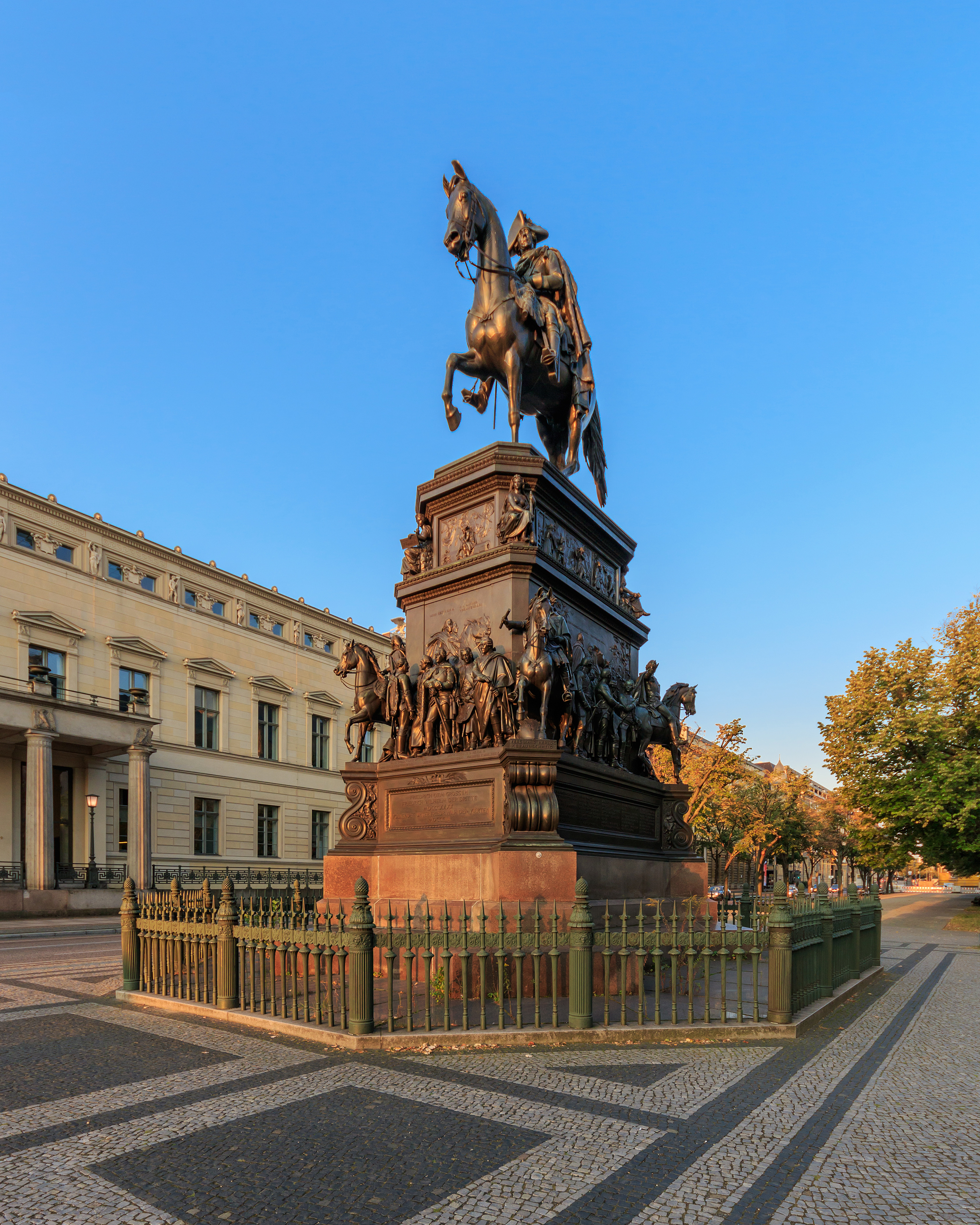
Jezdecká socha Fridricha II.
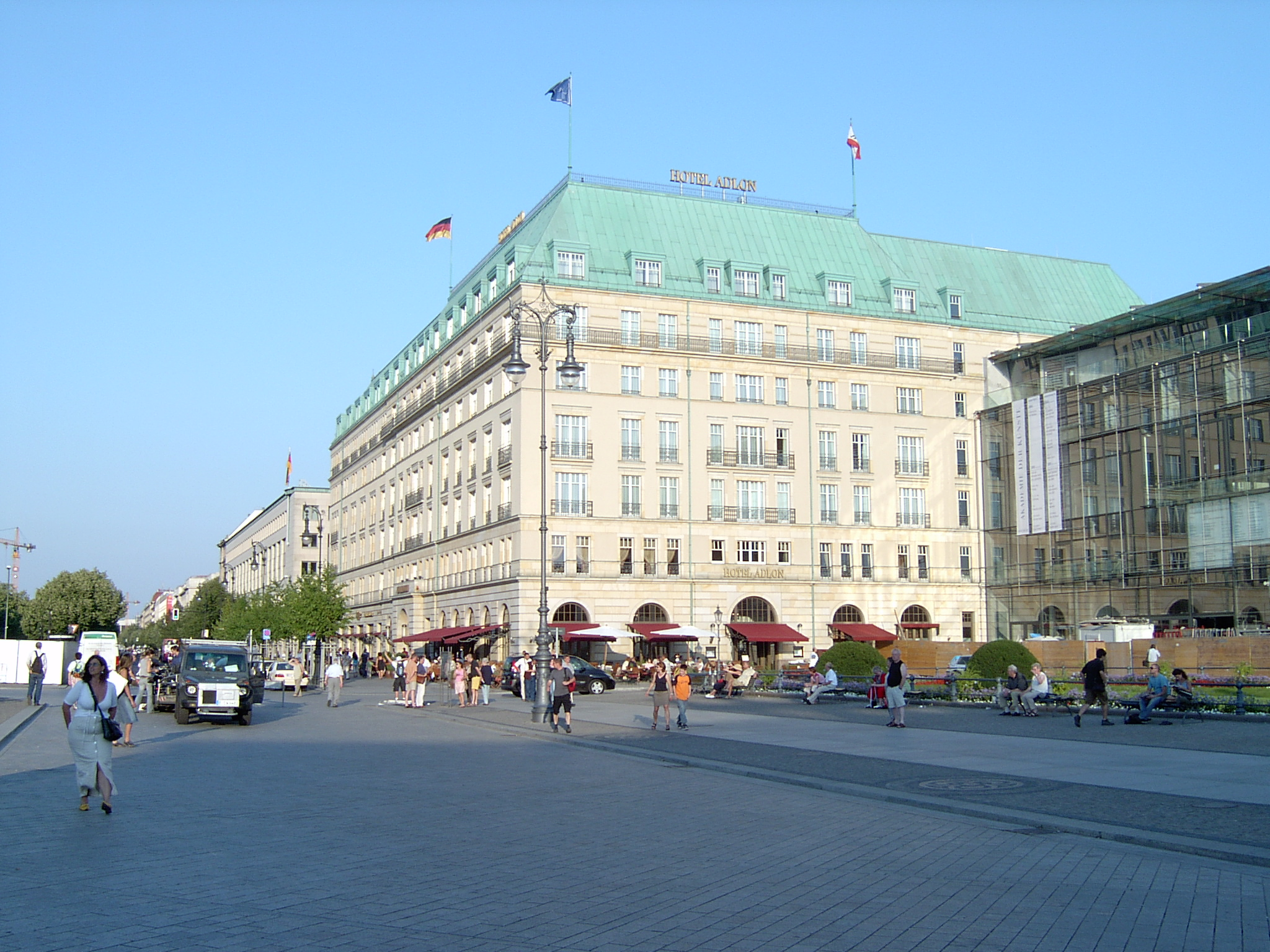
Hotel Adlon
Braniborská brána, západní konec ulice